# (1425) Tuorla
(1425) Tuorla est un astéroïde de la ceinture principale.

## Description
(1425) Tuorla est un astéroïde de la ceinture principale. Il fut découvert le 3 avril 1937 à Turku par Kustaa Adolf Inkeri. Il présente une orbite caractérisée par un demi-grand axe de 2,61 UA, une excentricité de 0,10 et une inclinaison de 13,0° par rapport à l'écliptique.

## Compléments